# Мария Трубникова
Мария Василиевна Трубникова (на руски: Мари́я Васи́льевна Тру́бникова, по баща Ивашева; 6 януари 1835 – 28 април 1897) е руска феминистка и активистка от XIX век.
Трубникова е от смесен руско-френски произход. Остава сирак на ранна възраст и е отгледана от заможен роднина. Омъжва се на 19 и със съпруга си Константин има седем деца. Трубникова основава дамски обществен салон в Санкт Петербург, който се превръща в център на феминисткия активизъм. Поддържа и международни връзки с други феминистки от Англия, Франция и други страни.
Заедно с Анна Философова и Надежда Стасова, на които е ментор, Трубникова е една от най-ранните лидерки на руското феминистко движение. Трите приятелки и съмишленички са наричани „триумвиратът“. Основават и ръководят няколко организации с цел насърчаването на културната и икономическа независимост на жените. Създават и издателска кооперация. Впоследствие успяват да накарат правителството да позволи достъп до висше образование за жените, въпреки че поради продължителна опозиция постиженията им понякога са ограничени или дори отменени. По-късно през живота си Трубникова боледува тежко и среща редица трудности в личен план. Умира през 1897 г.